# Friedrich Parey
Friedrich Parey (* 21. Mai 1889 in Neuhaldensleben; † 3. November 1938) war ein deutscher Jurist und zur Zeit des Nationalsozialismus erster Oberreichsanwalt am Volksgerichtshof.

## Leben
Parey absolvierte ein Studium der Rechtswissenschaft, das er 1911 mit der ersten juristischen Staatsprüfung abschloss. Nach durchgehender Teilnahme am Ersten Weltkrieg legte er 1919 das Assessorexamen ab und trat in den Justizdienst ein. Ab 1920 war er bei der Staatsanwaltschaft beim Landgericht in Naumburg (Saale) beschäftigt. Dort wurde er anlässlich der Märzkämpfe im März 1921 Staatsanwalt am außerordentlichen Sondergericht des Deutschen Reiches. Ab 1922 war er Staatsanwaltschaftsrat in Halle (Saale) und ab 1930 erster Staatsanwalt am Oberlandesgericht in Kiel. Er wurde 1932 Oberstaatsanwalt am Oberlandesgericht Naumburg und im September 1933 Generalstaatsanwalt in Celle. Ab August 1937 war er Oberreichsanwalt am Volksgerichtshof. Anfang November 1938 starb Parey bei einem Verkehrsunfall. Dabei starb auch der Erste Staatsanwalt beim Volksgerichtshof Siegfrid Geipel.
In dem namentlich nicht gekennzeichneten Nachruf des nationalsozialistischen Amtsblattes Deutsche Justiz wird erwähnt, dass Parey „neben der Erfüllung der engeren Berufsaufgaben ... an der Weiterentwicklung des Deutschen Strafrechts tätigen Anteil genommen“ habe.
An der Beisetzungsfeier am 7. November 1938 nahmen Franz Gürtner, Roland Freisler, General Heiß vom Reichskriegsgericht, Oberreichskriegsanwalt Dr. Rehdans und Vertreter des Reichskriegsministeriums, der Wehrmacht, des Reichsgerichts und des Volksgerichtshofs sowie fast sämtliche Generalstaatsanwälte teil.

## Quelle Ernst Klees
- Nachruf, in der Zeitschrift „Deutsche Justiz“, Heft 45 vom 11. November 1938, S. 1802